# São José de Ribamar
São José de Ribamar är en brasiliansk stad och kommun i delstaten Maranhão. Den är en av fyra kommuner på ön Upaon-açu och är belägen i floddeltat där Rio Pindaré och Itapecuru mynnar ut i Atlanten. São José de Ribamar ingår i São Luís storstadsområde. Kommunens folkmängd uppgår till cirka 170 000 invånare.

## Administrativ indelning
Kommunen var år 2010 indelad i två distrikt:
- Mata
- São José de Ribamar

## Befolkningsutveckling
| Område              | Areal (km²)   | Invånarantal 1 augusti 2000 | Invånarantal 1 augusti 2010 | Invånarantal 1 juli 2014 |
| ------------------- | ------------- | --------------------------- | --------------------------- | ------------------------ |
| Kommun              | 388,37        | 107 384                     | 163 045                     | 172 402                  |
| Urban befolkning    | Ingen uppgift | 27 245                      | 37 709                      | Ingen uppgift            |
| ...varav centralort | Ingen uppgift | 26 205                      | 35 978                      | Ingen uppgift            |

## Kyrkan
Den stora blå kyrkan i São José de Ribamar är, liksom större delen av Brasiliens befolkning, katolsk. Det är den plats i Maranhão dit flest katoliker vallfärdar. De kommer dit för att offra till São José (Josef från Nasaret).
Kyrkan har en speciell historia. När den skulle uppföras ansågs det att kyrkporten borde vara vänd in mot stadskärnan. Man försökte bygga den så flera gånger, men väggarna rasade in. Till slut ansåg de troende att det var ett tecken på att man skulle bygga kyrkan riktad utåt havet och sedan man gjorde det har den stått kvar intakt.